# 수봉정
수봉정(秀峯亭)은 대한민국 경상북도 경주시 외동읍에 있는 건축물이다. 1995년 1월 14일 경상북도의 기념물 제102호로 지정되었다.

## 개요
수봉정은 수봉 이규인(1859∼1936) 선생이 1924년에 빈민구제 및 교육사업과 독립운동가에 대한 지원을 위해 지은 정자이다.
처음에는 서당인 비해당(匪懈堂)과 약국인 보인재(輔仁齋)를 고루 갖춘 2층이었는데 1953년에 1층으로 고쳤다.
수봉정은 나라를 사랑하는 마음과 이를 실천하려는 의지를 배우게 하는 장소로 그 의미가 깊어 기념물로 지정하였다.

## 참고 자료
- 수봉정 - 국가유산청 국가유산포털